# Umlaut del heavy metal
La umlaut del heavy metal és una mena de dièresi que s'afegeix en algunes ocasions als títols de discs o grups de heavy metal sense que tingui cap valor fonètic o raó ortogràfica. S'ha vist com una transgressió de l'ortografia comuna, en la línia de la K de certs grups anarquistes, un paral·lel del contingut de les lletres de les seves cançons i de l'estètica contracultural dels seus membres. També s'ha especulat que l'origen rau en l'intent d'assimilar aquesta cultura al món de l'antic gòtic.
Alguns exemples del seu ús es troben als noms de les formacions de Mägo de Oz, Motörhead o The Crüxshadows.